# Драюк Сергій Євсейович
Сергій Євсейович Драюк (нар. 18 червня 1953, Ладижин, Вінницька область) — український політик. Народний депутат України.

## Життєпис
В 1970 році закінчив Ладижинську середню загальноосвітню школу, де отримав атестат про середню освіту.
З 1971 по 1973 рік проходив військову службу в Радянській армії.
З 1974 по 1976 рік працював на підприємстві «Вінницяенергоремонт» слюсарем.
З 1976 по 1980 рік навчався у Харківському юридичному інституті. Після закінчення інституту з 1980 по 1994 рік працював в органах прокуратури Волинської та Дніпропетровської областей на посадах: старшого помічника прокурора району, слідчого з особливо важливих справ прокуратури області, Дніпропетровським прокурором по нагляду за дотриманням законів в виправно-трудових установах.
З 1994 по 1997 рік працював заступником директора аудиторської фірми «ВДТ Аудит».
З червня по грудень 1997 року працював юрисконсультом КБ «Приватбанк».
З 1998 по 2007 рік працював на ФЗП «Верітас» експертом-правознавцем, аудитором, заступником директора з правової роботи.
З квітня 2007 року по травень 2009 року працював у прокуратурі Кіровоградської області на посадах заступника прокурора м. Кропивницького (в той час Кіровограда) та старшого помічника прокурора області.
З липня 2009 року по грудень 2010 року працював заступником директора юридичного департаменту громадської організації «Фронт Змін».
З травня 2014 року працював помічником Міністра юстиції України. У червні 2014 року призначений на посаду начальника Управління організаційного та кадрового забезпечення Державної виконавчої служби України.
З грудня 2014 року — народний депутат України.

## Скандал із деклараціями
У жовтні 2015 року ЗМІ опублікували матеріал про те, що депутат не вказав у декларації про доходи власну частку в 10 компаніях.